# Greatest Lovesongs Vol. 666
Greatest Lovesongs Vol. 666 è il primo disco della gruppo musicale finlandese HIM. L'album, che per genere si avvicina al gothic rock, è uscito in Finlandia il 20 novembre 1997 e in Germania il 31 gennaio 1998.

## Tracce
Il numero dei brani è 66 (come del resto il numero dei minuti totali), ma solo le prime nove sono vere canzoni. Dopo queste, ci sono 56 tracce vuote di diversa lunghezza per arrivare ad un bonus track strumentale al numero 66.
Versione finlandese e statunitense
1. For You (Intro) – 4:00
2. Your Sweet Six Six Six – 4:12
3. Wicked Game (Cover di Chris Isaak) – 3:54
4. The Heartless – 4:03
5. Our Diabolikal Rapture – 5:21
6. It's All Tears (Drown in This Love) – 3:44
7. When Love and Death Embrace – 6:08
8. The Beginning of the End – 4:07
9. (Don't Fear) The Reaper (cover dei Blue Öyster Cult) – 6:30
10. [Untitled Hidden Track] – 0:19
11. [Untitled Hidden Track] – 0:08
12. [Untitled Hidden Track] – 0:21
13. [Untitled Hidden Track] – 0:18
14. [Untitled Hidden Track] – 0:08
15. [Untitled Hidden Track] – 0:25
16. [Untitled Hidden Track] – 0:15
17. [Untitled Hidden Track] – 0:22
18. [Untitled Hidden Track] – 0:18
19. [Untitled Hidden Track] – 0:19
20. [Untitled Hidden Track] – 0:18
21. [Untitled Hidden Track] – 0:19
22. [Untitled Hidden Track] – 0:26
23. [Untitled Hidden Track] – 0:24
24. [Untitled Hidden Track] – 0:14
25. [Untitled Hidden Track] – 0:23
26. [Untitled Hidden Track] – 0:15
27. [Untitled Hidden Track] – 0:18
28. [Untitled Hidden Track] – 0:10
29. [Untitled Hidden Track] – 0:14
30. [Untitled Hidden Track] – 0:27
31. [Untitled Hidden Track] – 0:11
32. [Untitled Hidden Track] – 0:33
33. [Untitled Hidden Track] – 0:19
34. [Untitled Hidden Track] – 0:32
35. [Untitled Hidden Track] – 0:17
36. [Untitled Hidden Track] – 0:33
37. [Untitled Hidden Track] – 0:17
38. [Untitled Hidden Track] – 0:32
39. [Untitled Hidden Track] – 0:16
40. [Untitled Hidden Track] – 0:33
41. [Untitled Hidden Track] – 0:18
42. [Untitled Hidden Track] – 0:23
43. [Untitled Hidden Track] – 0:23
44. [Untitled Hidden Track] – 0:14
45. [Untitled Hidden Track] – 0:32
46. [Untitled Hidden Track] – 0:11
47. [Untitled Hidden Track] – 0:14
48. [Untitled Hidden Track] – 0:10
49. [Untitled Hidden Track] – 0:12
50. [Untitled Hidden Track] – 0:12
51. [Untitled Hidden Track] – 0:08
52. [Untitled Hidden Track] – 0:11
53. [Untitled Hidden Track] – 0:10
54. [Untitled Hidden Track] – 0:11
55. [Untitled Hidden Track] – 0:15
56. [Untitled Hidden Track] – 0:13
57. [Untitled Hidden Track] – 0:08
58. [Untitled Hidden Track] – 0:13
59. [Untitled Hidden Track] – 0:05
60. [Untitled Hidden Track] – 0:05
61. [Untitled Hidden Track] – 0:16
62. [Untitled Hidden Track] – 0:14
63. [Untitled Hidden Track] – 0:09
64. [Untitled Hidden Track] – 0:12
65. [Untitled Hidden Track] – 0:12
66. [Untitled Hidden Track] – 7:51

Versione internazionale
1. Your Sweet Six Six Six – 4:12
2. Wicked Game (cover di Chris Isaak) – 3:54
3. The Heartless – 4:02
4. Our Diabolikal Rapture – 5:20
5. It's All Tears (Drown in This Love) – 3:43
6. When Love and Death Embrace – 6:08
7. The Beginning of the End – 4:07
8. (Don't Fear) The Reaper (cover dei Blue Öyster Cult) – 6:24
9. For You – 3:58
10. [Untitled Hidden Track] – 0:19
11. [Untitled Hidden Track] – 0:08
12. [Untitled Hidden Track] – 0:21
13. [Untitled Hidden Track] – 0:18
14. [Untitled Hidden Track] – 0:08
15. [Untitled Hidden Track] – 0:25
16. [Untitled Hidden Track] – 0:15
17. [Untitled Hidden Track] – 0:22
18. [Untitled Hidden Track] – 0:18
19. [Untitled Hidden Track] – 0:19
20. [Untitled Hidden Track] – 0:18
21. [Untitled Hidden Track] – 0:19
22. [Untitled Hidden Track] – 0:26
23. [Untitled Hidden Track] – 0:24
24. [Untitled Hidden Track] – 0:14
25. [Untitled Hidden Track] – 0:23
26. [Untitled Hidden Track] – 0:15
27. [Untitled Hidden Track] – 0:18
28. [Untitled Hidden Track] – 0:10
29. [Untitled Hidden Track] – 0:14
30. [Untitled Hidden Track] – 0:27
31. [Untitled Hidden Track] – 0:11
32. [Untitled Hidden Track] – 0:33
33. [Untitled Hidden Track] – 0:19
34. [Untitled Hidden Track] – 0:32
35. [Untitled Hidden Track] – 0:17
36. [Untitled Hidden Track] – 0:33
37. [Untitled Hidden Track] – 0:17
38. [Untitled Hidden Track] – 0:32
39. [Untitled Hidden Track] – 0:16
40. [Untitled Hidden Track] – 0:33
41. [Untitled Hidden Track] – 0:18
42. [Untitled Hidden Track] – 0:23
43. [Untitled Hidden Track] – 0:23
44. [Untitled Hidden Track] – 0:14
45. [Untitled Hidden Track] – 0:32
46. [Untitled Hidden Track] – 0:11
47. [Untitled Hidden Track] – 0:14
48. [Untitled Hidden Track] – 0:10
49. [Untitled Hidden Track] – 0:12
50. [Untitled Hidden Track] – 0:12
51. [Untitled Hidden Track] – 0:08
52. [Untitled Hidden Track] – 0:11
53. [Untitled Hidden Track] – 0:10
54. [Untitled Hidden Track] – 0:11
55. [Untitled Hidden Track] – 0:15
56. [Untitled Hidden Track] – 0:13
57. [Untitled Hidden Track] – 0:08
58. [Untitled Hidden Track] – 0:13
59. [Untitled Hidden Track] – 0:05
60. [Untitled Hidden Track] – 0:05
61. [Untitled Hidden Track] – 0:16
62. [Untitled Hidden Track] – 0:14
63. [Untitled Hidden Track] – 0:09
64. [Untitled Hidden Track] – 0:12
65. [Untitled Hidden Track] – 0:12
66. [Untitled Hidden Track] – 7:51

## Formazione
- Ville Valo - voce
- Lily Lazer - chitarra
- Migé Amour - basso
- Juhana Tuomas "Pätkä" Rantala - batteria
- Antto Melasniemi - tastiere

Altri musicisti
- Sanna-June Hyde - voce in (Don't Fear) The Reaper
- Asta Hannula - voce in For You